# Agdam
Agdam (azerí: Ağdam) é um distrito no sudoeste do Azerbaijão, e o mesmo nome possui a cidade capital do rayon, que atualmente se considera uma cidade-fantasma. A cidade abrigava de 40 000 residentes ao momento de seu abandono. Devido a atual controvérsia sobre a República de Artsaque — que controla o território do Alto Carabaque —, a cidade tem estado sob o controle armênio desde julho de 1993. A maioria dos refugiados de Agdam agora vivem em acampamentos improvisados e cidades da região de Barda e Sumgait. A maior parte do rayon está atualmente controlada pelas forças da Armênia.

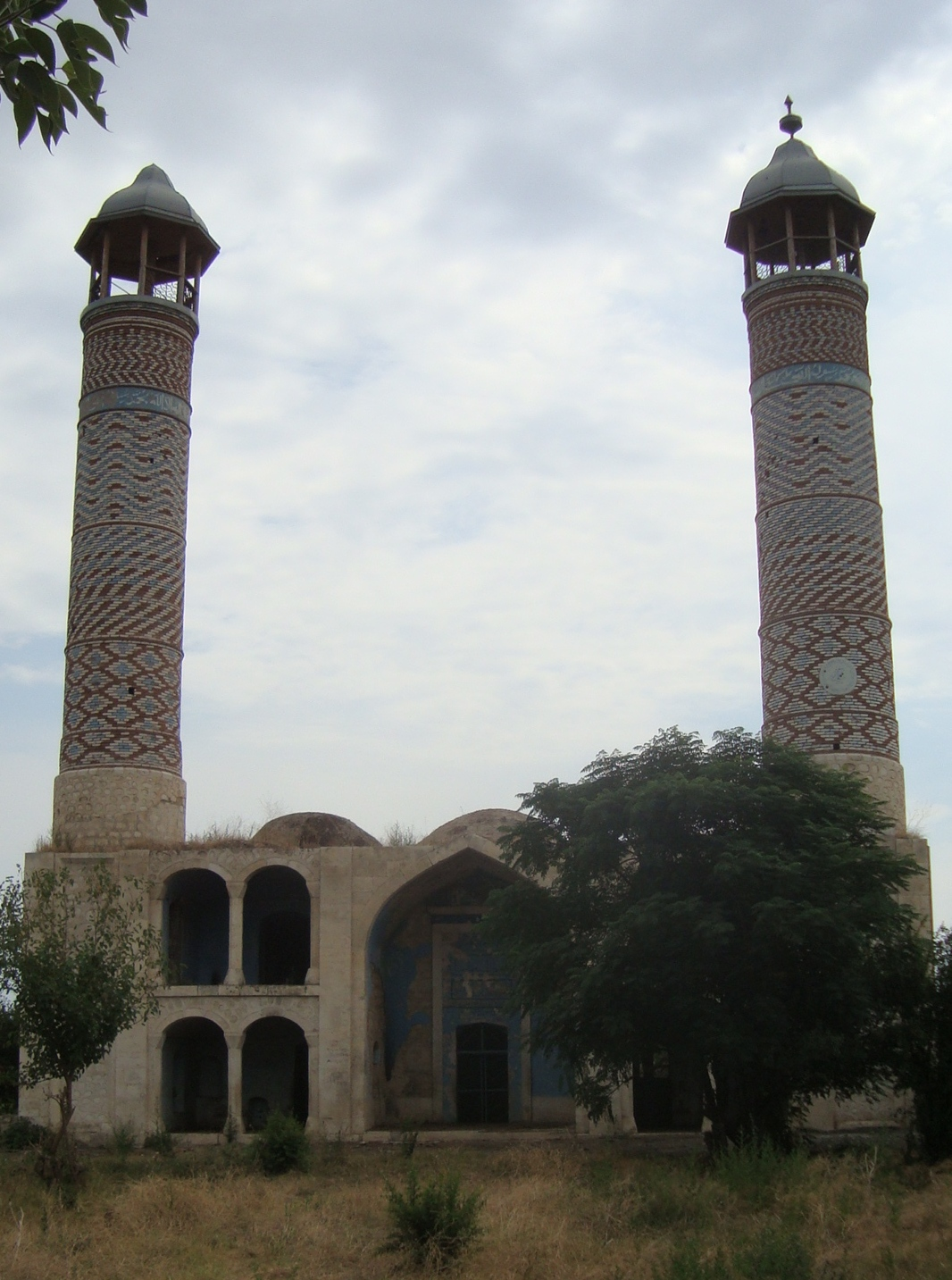
Agdam, mechet